# Anax georgius
Anax georgius är en trollsländeart som beskrevs av Selys 1872. Anax georgius ingår i släktet Anax och familjen mosaiktrollsländor. Inga underarter finns listade i Catalogue of Life.